# Sementron
Sementron är en kommun i departementet Yonne i regionen Bourgogne-Franche-Comté i norra Frankrike. Kommunen ligger i kantonen Courson-les-Carrières som tillhör arrondissementet Auxerre. År 2022 hade Sementron 104 invånare.

## Befolkningsutveckling
Antalet invånare i kommunen Sementron
| Referens: INSEE |